# Glypta pulchripes
Glypta pulchripes là một loài tò vò trong họ Ichneumonidae.